# Ka-Zar
Ka-Zar é nome de dois personagens da Marvel Comics.

## David Rand
O primeiro Ka-Zar, David Rand, apareceu em revistas "pulp" da Timely Publications, criado em outubro de 1936, por Bob Byrd, como mais um tarzanide ("clone" do personagem Tarzan, que estava em auge na época). O personagem apareceu em 27 edições da revista Marvel Mystery Comics, sendo que nos primeiros cinco números o artista Ben Thompson adaptou a aventura de Byrd "King of Fang and Claw". Nessa história, David Rand ainda criança sofre um acidente aéreo com seus pais e a família fica perdida na densa selva do Congo Belga. A mãe, Constance, morre de febre e o pai, John, um antigo comerciante de diamantes no Transvaal, fica perturbado e se isola na selva com o filho. Quando o pai é morto por bandidos, David é salvo por um leão chamado Zar, que passa a ser seu companheiro e protetor. David fica conhecido como Ka-Zar, o "irmão de Zar". No Brasil foi publicado na década de 1940 em O Gibi Mensal.

## Kevin Pundler
Décadas depois, em Março de 1965, a dupla criativa da Marvel, Stan Lee e Jack Kirby revitalizou o personagem com uma nova origem, porém mantendo o clima Tarzan e Turok do personagem. O novo Ka-Zar estreou na revista X-Men #10.
Ka-Zar é o Lorde Kevin Reginald Plunder, filho de um nobre inglês, Lorde Robert Plunder, o descobridor da Terra Selvagem, um paraíso ecológico de clima tropical em plena Antártida, que contém espécies de animais extintos no resto do planeta, em sua maioria dinossauros. Kevin Plunder foi encontrado por um tigre-dentes-de-sabre inteligente de nome Zabu, que cuidou e "criou" o agora Ka-Zar, soberano da Terra Selvagem, que reina sobre todos os povos primitivos da ilha, e consegue entender várias espécies de animais. 
Ka-Zar tem uma esposa, Shanna, uma heroína com os mesmos atributos selvagens do marido. Os dois tiveram um filho, de nome Matthew (nome escolhido pelo fato de Shanna, no passado, ter vivido um caso amoroso com o herói cego Matthew Murdock, o Demolidor). O irmão de Ka-Zar, Parnival Plunder, é um vilão (O Saqueador) que enfrentou o herói em diversas ocasiões.
Ka-Zar possui relativamente poucas histórias solo, sendo que principalmente nos anos 60 e 70 aparecia mais como personagem coadjuvante dos heróis Marvel com revista própria, como o Homem-Aranha, o Demolidor e X-Men. Nessas histórias houve raros momentos em que o herói abandona seu reino e se aventura na cidade grande, mas na maior parte das vezes os citados heróis aparecem em alguma aventura na inóspita região.

## Outras mídias
Televisão
Ka-Zar aparece no episódio  "The Hunter and the Hunted," da série animada do Homem-Aranha de 1981, onde foi dublado por  Arlin Miller, Ele chega em Nova York para resgatar Zabu de Kraven, o Caçador.
- A primeira aparição de Ka-Zar em X-Men: Animated Series no episódio duplo "Reunion", onde foi dublado por Robert Bockstael. Ele encontra Wolverine depois que ele foi separado dos X-Men seguindo sua emboscada pela Terra Selvagem. Ka-Zar ajuda Wolverine a resgatá-los, junto com Magneto, Shanna, e os outros membros da tribo. No episódio duplo "Savage Land, Savage Heart", Ka-Zar e Shanna ajudam os X-Men a combater a ameaça de Zaladane e Garokk.

- Ka-Zar aparece no episódio  "Stranger From a Savage Land!" de The Super Hero Squad Show, dublado por Kevin Sorbo. Depois que Zabu foi mantido em cativeiro no Jardim Zoológico de Super Hero City Zoo para estudo ao vivo depois de ser capturado por um cientista da Terra Selvagem, Ka-Zar chega em Super Hero City para resgatar Zabu do Doutor Destino e a Legião Letal com a ajuda do Super Hero Squad.[5]

- Ka-Zar aparece no episódio "The Savage Spider-Man" de Ultimate Spider-Man: Web Warriors, onde foi dublado por Steve Blum. Esta versão mostra Ka-Zar vestindo uma roupa que é uma combinação de calças e uma tanga. Ka-Zar usa várias armas feitas à mão, incluindo uma lança, facas e armas de pulso montadas com lâminas retráteis. Ka-Zar aparece pela primeira vez onde ele ataca Homem-Aranha e Wolverine, achando que eles sequestraram Zabu. Ka-Zar se una a Homem-Aranha e Wolverine para salvar Zabu de Kraven, o caçador e Treinador, quando Spider-Man vem procurando recrutá-lo para os New Warriors. Spider-Man ajuda-o a resgatar Zabu. Ka-Zar ajuda Wolverine quando o Homem-Aranha é atingido com um dardo que tem um veneno especial que transforma o  numa aranha-humana. Usando o remédio de uma criatura similar a um cangambá, Ka-Zar e Wolverine conseguem reverter a transformação do Homem-Aranha e seguem Treinador e Kraven de volta a Manhattan. Ao chegar em Manhattan, Ka-Zar tem dificuldade em sobreviver na cidade, assim como Homem-Aranha não estava acostumado com a Terra Selvagem. Após derrotar Kraven e a fuga do Treinador, Ka-Zar e Zabu juntam-se aos Novos Guerreiros. No episódio "New Warriors", Ka-Zar ganha uma versão atualizada de suas armas de pulso .

Vídeo Games
- Ka-Zar apareceu no jogo de vídeo X-Men Legends II: Rise of Apocalypse, dublado por John Cygan. Ele e Shanna aparecem na base de Magneto Avalon durante a missão X-Men e Irmandade dos Mutantes na Terra Selvagem.
- Ka-Zar faz uma aparição em Marvel vs Capcom 3 no final de Amaterasu.
- Ka-Zar será um personagem jogável no MMORPG Marvel Heroes.
- Ka-Zar era um personagem jogável no jogo para Facebook Marvel: Avengers Alliance.